# Alberto Chividini
Alberto Chividini (né le 23 février 1907 - mort le 31 octobre 1961) est un ancien footballeur argentin.

## Biographie
Il participe à la Copa América 1929, et joue les deux matchs contre l'Uruguay et le Paraguay.
L'année suivante, les deux sélectionneurs argentins Francisco Olazar et Juan José Tramutola le convoquent en Uruguay pour participer à la coupe du monde 1930. Il ne joue qu'un seul match durant ce mondial, contre le Mexique, lors des matchs du 1er tour du groupe A. L'Argentine devient vice-championne du monde, en perdant en finale contre l'Uruguay.
Trois années plus tard, il remporte le championnat d'Argentine avec son équipe, le San Lorenzo de Almagro.